# Rhodesiska fronten
Rhodesiska Fronten (RF) var ett konservativt och nationalistiskt parti i Rhodesia. Partiet grundades 1962 av vita Rhodesier som var emot avkolonisering och majoritetsstyre. Partiet vann allmänna valet i December 1962 och ledde därefter landets ensidiga självständighetsdeklaration från Federationen av Rhodesia och Nyasaland år 1965, och förblev det styrande partiet och upprätthöll den vita minoritetsstyret genom majoriteten av Bush-kriget fram till 1979. Inledningsvis leddes partiet av grundaren Winston Field, leddes partiet av medgrundaren Ian Smith under större delen av partiets existens. I samband med slutet av Bushkriget och landets återuppbyggnad som Zimbabwe ändrade partiet det namn till Republikanska Fronten 1981.